# Zyginidia italica
Zyginidia italica är en insektsart som först beskrevs av Ribaut 1947.  Zyginidia italica ingår i släktet Zyginidia och familjen dvärgstritar.
Artens utbredningsområde är Italien. Inga underarter finns listade i Catalogue of Life.